# AFC Wimbledon
Der AFC Wimbledon ist ein englischer Fußballverein aus dem Londoner Stadtteil Wimbledon. Er spielt seit der Saison 2022/23 in der EFL League Two, der vierthöchsten Spielklasse Englands. Seine Heimspiele trägt der Verein seit dem 3. November 2020 im neugebauten Cherry Red Records Stadium aus.
Der AFC Wimbledon wurde 2002 von Anhängern des FC Wimbledon gegründet, als dieser den Umzug in das über 100 Kilometer nördlich gelegene Milton Keynes beschloss und sich später in Milton Keynes Dons umbenannte. Der AFC ist im Besitz des Dons Trust, einer von den Fans errichteten Non-Profit-Organisation, in der jedes Mitglied genau eine Stimme hat.
Mit 78 Spielen (69 Siege und 9 Unentschieden) hält der Klub den englischen Rekord an aufeinanderfolgenden Ligapartien ohne Niederlage.

## Geschichte
Wegen der Abwanderung des FC Wimbledon wurde am 28. Mai 2002 beschlossen, einen neuen im Stadtteil beheimateten Verein, den AFC Wimbledon, zu gründen. Präsident wurde der Fan Kris Stewart, der am selben Tag seine Arbeit als Finanzberater verloren und nunmehr genügend Zeit für die ehrenamtliche Funktion hatte.
Um kurzfristig das erste Team zu bilden, wurde zu einem offenen Auswahltraining geladen. Aus 230 Bewerbern wurden 20 Spieler ausgewählt. Die große Sympathie für den Verein führte dazu, dass er immer überproportional viele Zuschauer hatte, die zudem bereit waren, mehr als den üblichen Eintritt zu zahlen. Auch unterstützen ihn einige finanzkräftige Sympathisanten.
Bereits zur Premiere am 10. Juli 2002, einem Freundschaftsspiel gegen Sutton United, kamen über 4.500 Besucher, und auch das erste Ligaspiel des AFC Wimbledon brach den Zuschauerrekord der Seagrave Haulage Premier Division (Combined Counties League, CCL). Schon in seiner Premieren-Saison erreichte der AFC den dritten Platz.
In der Folgesaison gewann man ohne jede Niederlage den Meistertitel: Mit einer Tordifferenz von +148 bei 42 Siegen und lediglich vier Unentschieden stieg man in die Isthmian League First Division auf. Der AFC wurde dort sofort gleichfalls Meister und spielte somit in der Saison 2005/06 schon in der Isthmian League Premier Division.
In der dritten Spielzeit 2007/08 erreichte man den dritten Platz und somit den Aufstieg in die Conference South, wo durch die sofortige Meisterschaft der Durchmarsch in die Conference National, der höchsten Nichtprofiliga Englands, gelang.
Nach nur zwei Jahren in der Conference National konnte sich der Verein als Tabellen-Zweiter der Saison 2010/11 für die Play-offs qualifizieren und nach zwei Siegen (2:0 und 6:1) über Fleetwood Town in das Finale einziehen. Am 21. Mai 2011 wurde ein weiteres Stück Vereinsgeschichte geschrieben. Der AFC Wimbledon konnte im City of Manchester Stadium das Finale gegen Luton Town mit 4:3 nach Elfmeterschießen für sich entscheiden und stieg damit in die Football League Two auf. Fünf Jahre später zog der AFC Wimbledon als Siebtplatzierter erneut in das Play-off-Finale durch ein 1:0 und 2:2 gegen Accrington Stanley ein und erreichte am 30. Mai 2016 nach einem 2:0-Sieg gegen Plymouth Argyle im Wembley-Stadion den Aufstieg in die EFL League One (3. Liga).
In der Saison 2016/17 spielte man durch den Abstieg der Milton Keynes Dons aus der 2. Liga in derselben Klasse. Und 2018/19 war der AFC sogar eine Liga über den MK Dons, da diese erneut abgestiegen waren.

## Trivia
- Im Sommer 2005 unterstützten Kris Stewart und andere Gründungsmitglieder des AFC Wimbledon die enttäuschten Fans von Manchester United bei der Gründung ihres eigenen Vereins, des FC United of Manchester. Auch die österreichische Initiative Violett-Weiß hat in Anlehnung an ihr englisches Vorbild nach der Übernahme von Austria Salzburg durch Red Bull mit dem SV Austria Salzburg ihren eigenen Verein gegründet.
- Anlässlich der erstmaligen Besserplatzierung vor den MK Dons kündigte der langjährige Fan und Sponsor des Vereins, John Green, die Verfilmung der Vereinsgeschichte an. Produziert werden soll der Film von Fox 2000.[12]
- Im November 2019 erschien das Buch Meine Zeit beim AFC Wimbledon des deutschen Autors Daniel Roth, der zirka 100 Spiele mit Beteiligung des Vereins besucht hat.
- Während AFC üblicherweise für Association Football Club steht, bedeutet es im Falle des AFC Wimbledon A Fan's Club.[13]